# Melhania jaberi
Melhania jaberi är en malvaväxtart som beskrevs av Abedin. Melhania jaberi ingår i släktet Melhania och familjen malvaväxter. Inga underarter finns listade i Catalogue of Life.